# Fred Gamble
Fred Gamble (n. 17 martie 1932, Pittsburgh, Pennsylvania, SUA – d. 19 martie 2024, Hawaii, SUA) a fost un pilot american de Formula 1 care a evoluat în Campionatul Mondial în sezonul 1960.